# هربرت فيربر
هربرت فيربر (بالإنجليزية: Herbert Ferber)‏ هو نحات وفنان ورسام أمريكي، ولد في 30 أبريل 1906 في نيويورك في الولايات المتحدة، وتوفي في 20 أغسطس 1991 في مقاطعة بيركشاير في الولايات المتحدة.